# آل مرتن (لودر)

تعديل مصدري - تعديل

آل مرتن هي إحدى قرى عزلة زارة بمديرية لودر التابعة لمحافظة أبين، بلغ تعداد سكانها 143 نسمة حسب تعداد اليمن لعام 2004.